# Mieslahti
Mieslahti är en vik i Finland. Den är en del av sjön Ule träsk och ligger i Paldamo i landskapet Kajanaland, i den centrala delen av landet, 500 km norr om huvudstaden Helsingfors.